# Arda Green
Arda Alden Green (* 7. Mai 1899 in Prospect, Pennsylvania, USA; † 23. Januar 1958 in New York) war eine US-amerikanische Biochemikerin. Zu den größten wissenschaftlichen Leistungen der Spezialistin für Proteinkristallisierung gehörte die Entdeckung des Gewebshormons und Neurotransmitters Serotonin.

## Werdegang
1921 erhielt sie ihren Artium-Baccalaureus-Abschluss an der University of California, Berkeley. Nach einem einjährigen Aufbaustudium der Philosophie entschied sich Arda Green für den Beginn eines Medizinstudiums. Auf Anraten ihres Mentors Herbert M. Evans, der ihr Leistungspotential erkannte, unterbrach sie nach zwei Jahren ihr Medizinstudium für einen Forschungsaufenthalt an der Harvard University Medical School bei Edwin J. Cohn. Ihren medizinischen Abschluss als M.D. holte Arda Green 1927 nach zwei Jahren an der Johns Hopkins University nach. Während dieser Zeit erschien auch ihre erste wissenschaftliche Arbeit zusammen mit Leonor Michaelis. In den folgenden Jahren spezialisierte sie sich zunehmend auf die Kristallisation von Proteinen. In diesem Zusammenhang konnte sie gemeinsam mit den späteren Nobelpreisträgern für Physiologie oder Medizin Gerty Cori und Carl Ferdinand Cori zur Aufklärung der Funktion des Stoffwechselenzyms Glycogenphosphorylase beitragen. Ihre größten wissenschaftlichen Erfolge gelangen ihr in Zusammenarbeit mit Irvine Page. Dazu zählt insbesondere die Entdeckung des Serotonins 1948. Zusammen mit Irvine Page und Merlin Bumpus gelang ihr die Aufreinigung und Charakterisierung der Komponenten des Blutdruck regulierenden Renin-Angiotensin-Aldosteron-Systems.
Arda Green starb im Januar 1958 im New Yorker  Mount-Sinai-Hospital an Brustkrebs. 1958 wurde ihr posthum die Garvan-Olin-Medaille verliehen.